# Луговой (Лунинский район)
Луговой — посёлок в Лунинском районе Пензенской области. Входит в состав Ломовского сельсовета.

## География
Посёлок расположен в северной части области на расстоянии примерно в 22 километрах по прямой к северо-востоку от районного центра Лунино.
Часовой пояс
Посёлок Луговой как и вся Пензенская область, находится в часовой зоне МСК (московское время). Смещение применяемого времени относительно UTC составляет +3:00.

## Население
| 1926 | 1930 | 1959 | 1979 | 1989 | 1996 | 2002 |
| ---- | ---- | ---- | ---- | ---- | ---- | ---- |
| 159  | ↗220 | ↗342 | ↘143 | ↘73  | ↘53  | ↘47  |
| 2010 |      |      |      |      |      |      |
| ↘18  |      |      |      |      |      |      |

Национальный состав
Согласно результатам переписи 2002 года, в национальной структуре населения русские составляли 100 % из 47 чел..